# Список синглов № 1 в США в 1999 году (Billboard)

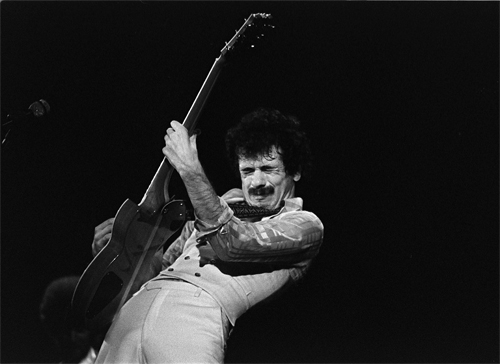
Карлос Сантана с хитом «Smooth» стал самым успешным по числу недель лидирования в чарте (10 недель подряд на позиции № 1 в 1999 году и ещё две в следующем 2000 году).

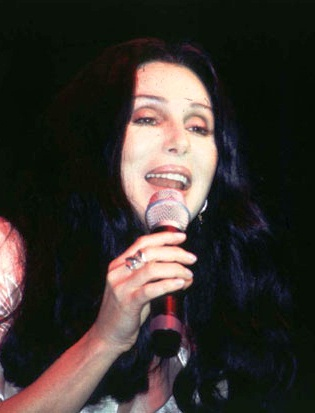
«Believe» была на позиции № 1 в исполнении певицы Шер (в 4-й раз в её карьере).

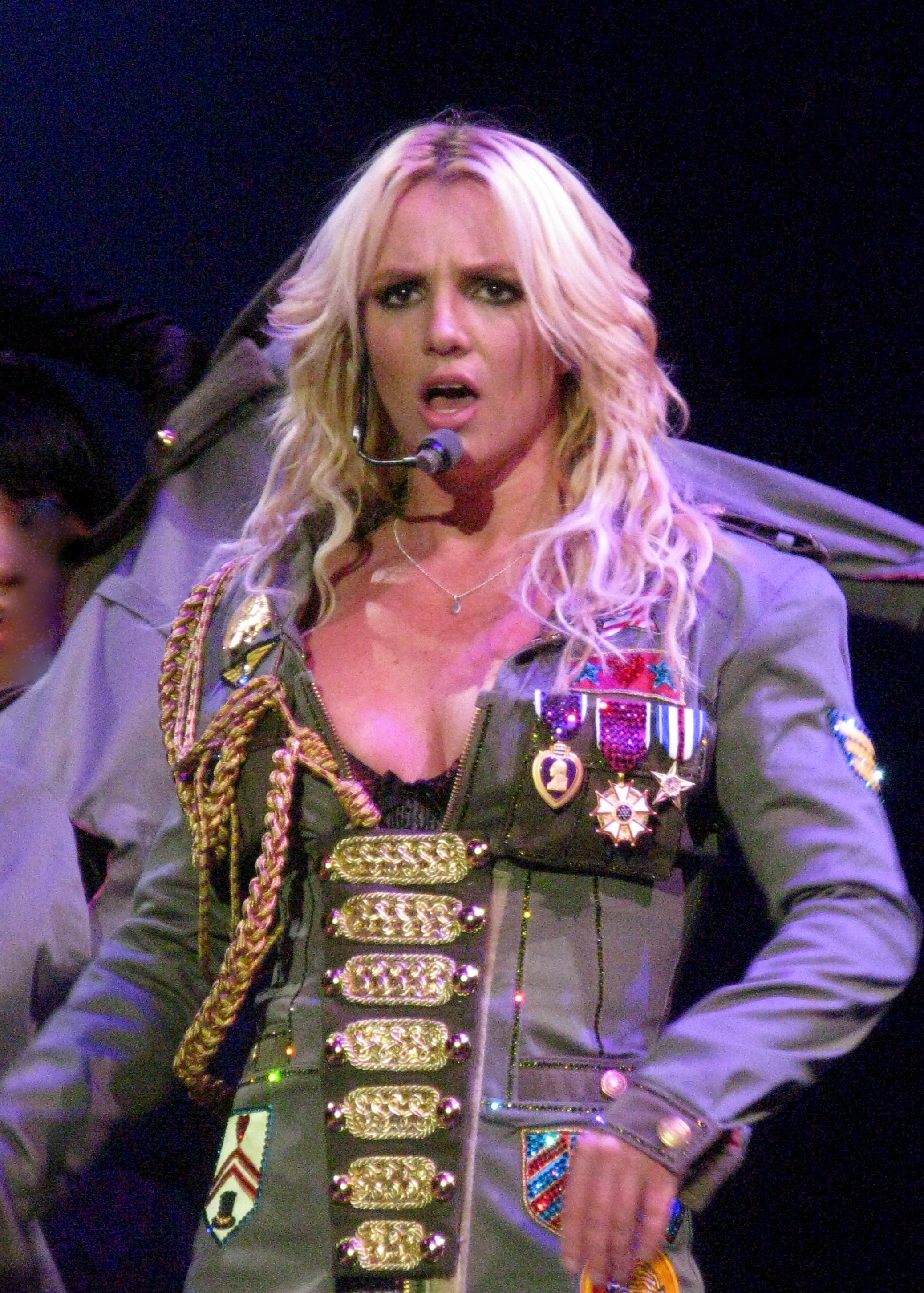
Britney Spears возглавила одновременно и песенный чарт Billboard Hot 100 (впервые в её карьере) и альбомный хит-парад Billboard 200.

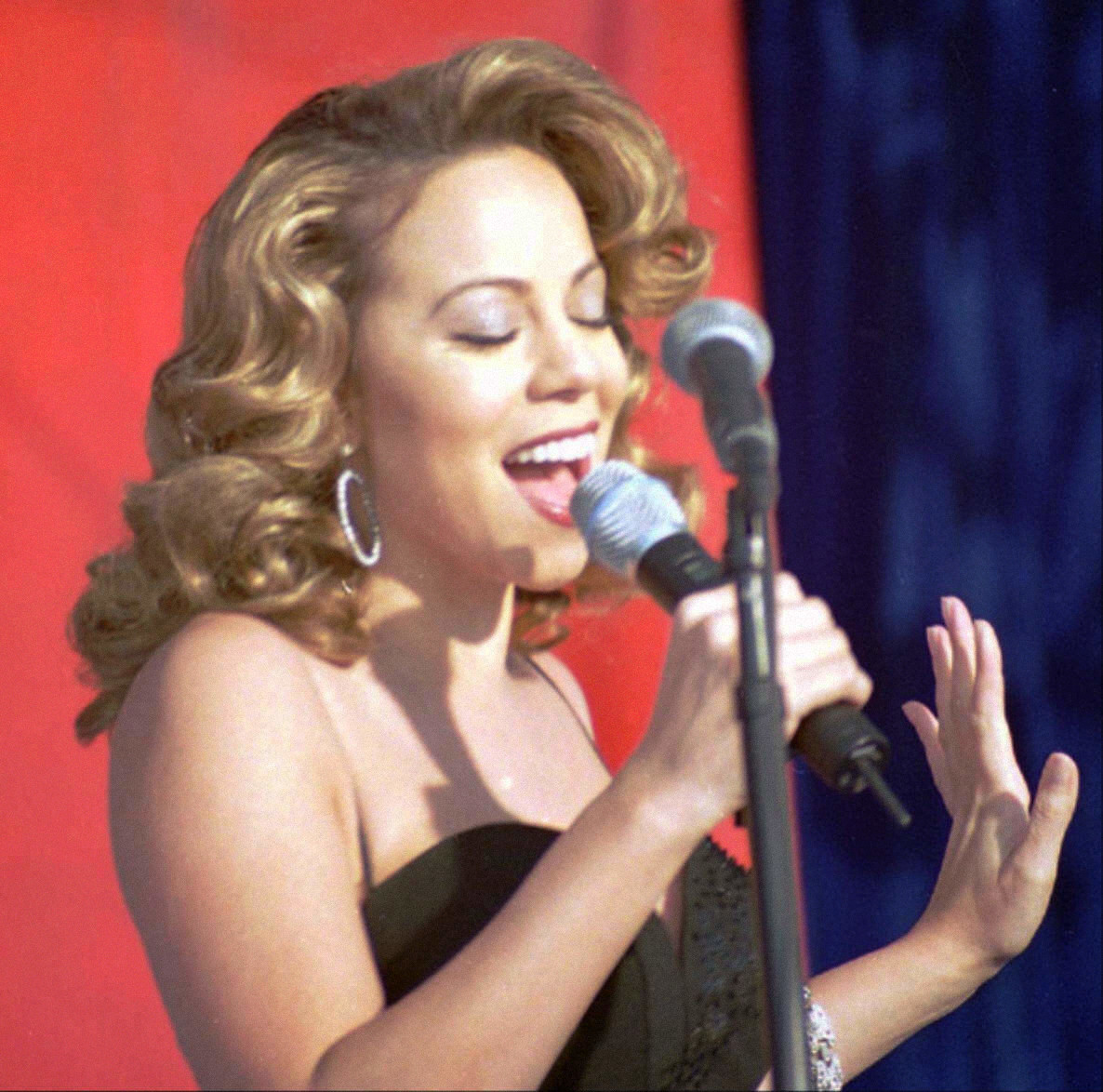
Mariah Carey была на вершине хит-парада с хитом «Heartbreaker» с участием рэпера Jay-Z.

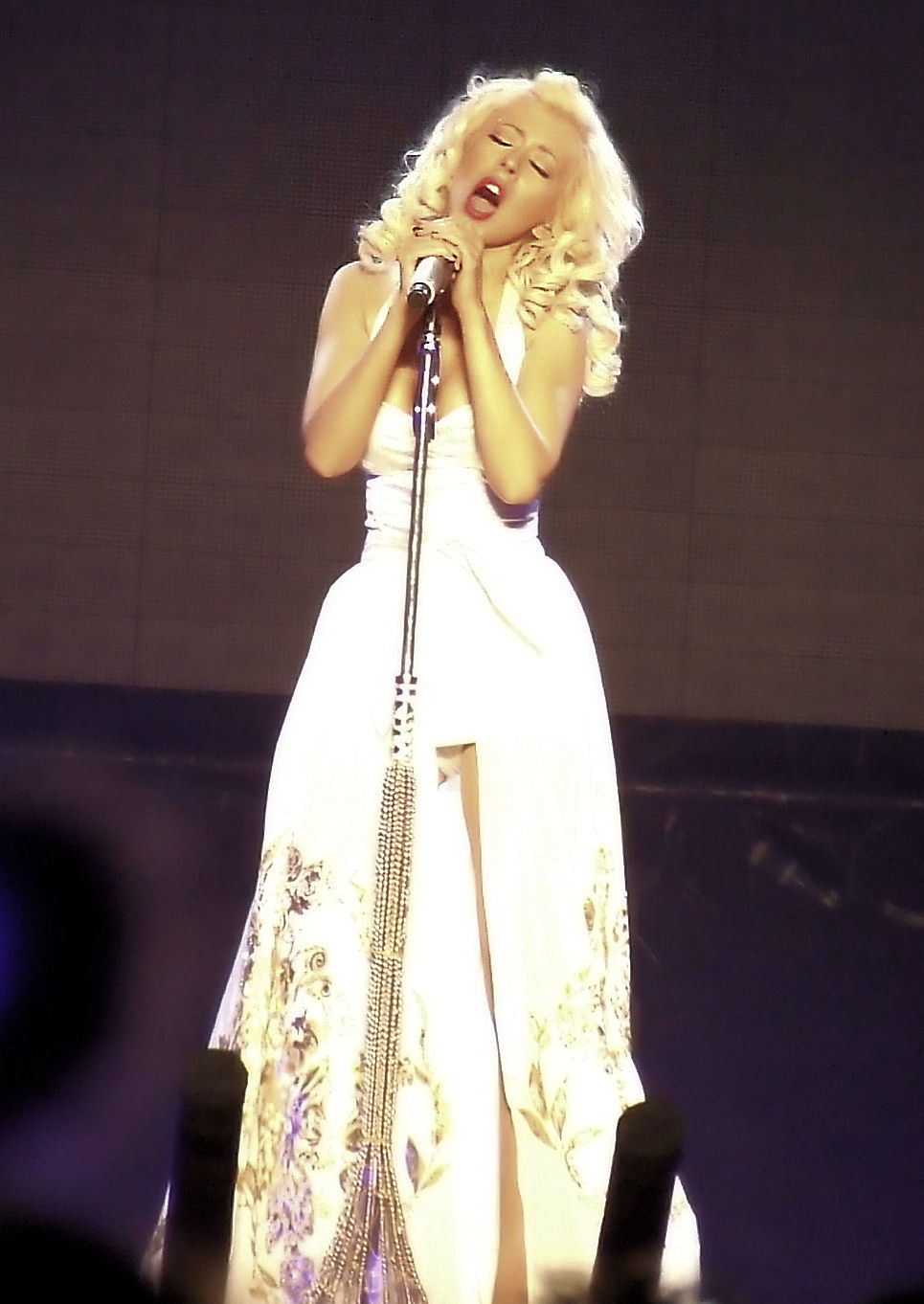
Christina Aguilera лидировала с синглом «Genie in a Bottle» (также как и Бритни впервые в своей карьере).

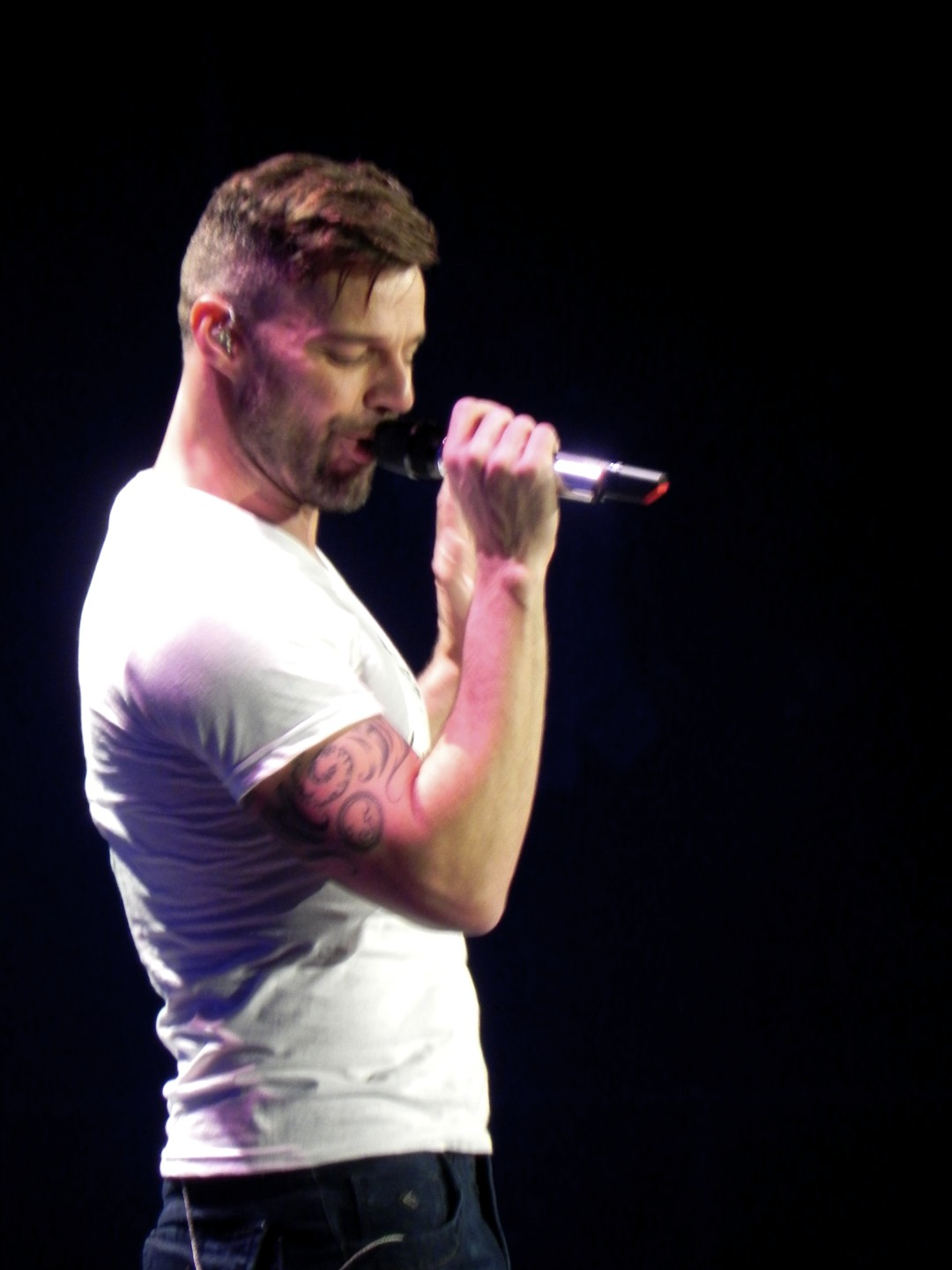
Ricky Martin был на первом месте чарта с хитом «Livin' la Vida Loca» (и он также впервые в его музыкальной карьере).

Список синглов № 1 в США в 1999 году включает музыкальные синглы, возглавлявшие главный хит-парад Северной Америки в 1999 году. В нём учитываются наиболее продаваемые синглы исполнителей США, как на физических носителях (лазерные диски, грампластинки, кассеты), так и в цифровом формате (mp3 и другие), а также популярность трека на радиостанциях. Составляется редакцией старейшего музыкального журнала США Billboard и поэтому называется Billboard Hot 100 («Горячая Сотня» журнала Billboard).

## Общие сведения
Всего за год на вершине американского хит-парада побывало 15 песен (если учитывать «I’m Your Angel», который начал лидировать ещё в предыдущем году в исполнении дуэта Ар Келли и Селин Дион). В 1999 году одиннадцать музыкантов имели песню номер один на американской музыкальной территории, либо в качестве ведущего исполнителя, либо приглашённого гостя, а именно Бритни Спирс, Рики Мартин, Дженнифер Лопес, Destiny's Child, Dru Hill, Kool Moe Dee, Кристина Агилера, Энрике Иглесиас, Jay-Z, Сантана и Роб Томас.
- 12 недель был на № 1 (в том числе 10 недель в 1999 и 2 в 2000) сингл «Smooth» (Сантана при участии Роба Томаса).
- По 5 недель лидировали в хит-параде синглы «Livin' la Vida Loca» (Рики Мартин), «If You Had My Love» (Дженнифер Лопес) и «Genie in a Bottle» (Кристина Агилера).
- В 1999 году впервые наблюдалось полное доминирование прекрасного пола в пятёрке лучших синглов (только солистки, без учёта женских групп). Это произошло 13 февраля 1999 года (3 недели подряд, 13, 20 и 27 февраля): 1 — «Angel of Mine» Monica, 2 — «…Baby One More Time» Britney Spears, 3 — «Nobody’s Supposed to Be Here» Deborah Cox, 4 — «Believe» Шер, 5 — «Have You Ever?» Brandy. Тогда же (27 февраля) он был побит и установлен новый рекорд в 6 первых мест только с женщинами солистками: Monica, Cher, Houston (при участии Evans и Price), Spears, McLachlan и Cox (№ 1—6). 20 марта 2 недели подряд было полное женское главенство в Top-5 и рекорд по числу женщин в пятёрке лучших (сразу 7 певиц с учётом дуэтов и трио): Шер, Хьюстон (при участии Фэйт Эванс и Kelly Price), Monica, Мэрайя Кэри и Сара Маклахлан. Позже такое женское доминирование в Top-5 произойдёт в 2012 и 2014 гг[15].

## Список синглов № 1
| Дата        | Песня                   | Исполнитель                                   | Ссылка        |
| ----------- | ----------------------- | --------------------------------------------- | ------------- |
| 2 января    | «I’m Your Angel»        | Ар Келли и Селин Дион                         | [ 16 ]        |
| 9 января    | «I’m Your Angel»        | Ар Келли и Селин Дион                         | [ 17 ]        |
| 16 января   | «Have You Ever?»        | Brandy                                        | [ 18 ]        |
| 23 января   | «Have You Ever?»        | Brandy                                        | [ 19 ]        |
| 30 января   | «...Baby One More Time» | Бритни Спирс                                  | [ 20 ]        |
| 6 февраля   | «...Baby One More Time» | Бритни Спирс                                  | [ 21 ] [ 22 ] |
| 13 февраля  | «Angel of Mine»         | Monica                                        | [ 23 ]        |
| 20 февраля  | «Angel of Mine»         | Monica                                        | [ 24 ]        |
| 27 февраля  | «Angel of Mine»         | Monica                                        | [ 25 ]        |
| 6 марта     | «Angel of Mine»         | Monica                                        | [ 26 ]        |
| 13 марта    | «Believe»               | Шер                                           | [ 27 ]        |
| 20 марта    | «Believe»               | Шер                                           | [ 28 ]        |
| 27 марта    | «Believe»               | Шер                                           | [ 29 ]        |
| 3 апреля    | «Believe»               | Шер                                           | [ 30 ]        |
| 10 апреля   | «No Scrubs»             | TLC                                           | [ 31 ]        |
| 17 апреля   | «No Scrubs»             | TLC                                           | [ 32 ]        |
| 24 апреля   | «No Scrubs»             | TLC                                           | [ 33 ]        |
| 1 мая       | «No Scrubs»             | TLC                                           | [ 34 ]        |
| 8 мая       | «Livin' la Vida Loca»   | Рики Мартин                                   | [ 35 ]        |
| 15 мая      | «Livin' la Vida Loca»   | Рики Мартин                                   | [ 36 ]        |
| 22 мая      | «Livin' la Vida Loca»   | Рики Мартин                                   | [ 37 ]        |
| 29 мая      | «Livin' la Vida Loca»   | Рики Мартин                                   | [ 38 ]        |
| 5 июня      | «Livin' la Vida Loca»   | Рики Мартин                                   | [ 39 ]        |
| 12 июня     | «If You Had My Love»    | Дженнифер Лопес                               | [ 40 ]        |
| 19 июня     | «If You Had My Love»    | Дженнифер Лопес                               | [ 41 ]        |
| 26 июня     | «If You Had My Love»    | Дженнифер Лопес                               | [ 42 ]        |
| 3 июля      | «If You Had My Love»    | Дженнифер Лопес                               | [ 43 ]        |
| 10 июля     | «If You Had My Love»    | Дженнифер Лопес                               | [ 44 ]        |
| 17 июля     | «Bills, Bills, Bills»   | Destiny's Child                               | [ 45 ]        |
| 24 июля     | «Wild Wild West»        | Уилл Смит при участии Dru Hill и Kool Moe Dee | [ 46 ]        |
| 31 июля     | «Genie in a Bottle»     | Кристина Агилера                              | [ 47 ]        |
| 7 августа   | «Genie in a Bottle»     | Кристина Агилера                              | [ 48 ]        |
| 14 августа  | «Genie in a Bottle»     | Кристина Агилера                              | [ 49 ]        |
| 21 августа  | «Genie in a Bottle»     | Кристина Агилера                              | [ 50 ]        |
| 28 августа  | «Genie in a Bottle»     | Кристина Агилера                              | [ 51 ] [ 52 ] |
| 4 сентября  | «Bailamos»              | Энрике Иглесиас                               | [ 53 ]        |
| 11 сентября | «Bailamos»              | Энрике Иглесиас                               | [ 54 ]        |
| 18 сентября | «Unpretty»              | TLC                                           | [ 55 ]        |
| 25 сентября | «Unpretty»              | TLC                                           | [ 56 ]        |
| 2 октября   | «Unpretty»              | TLC                                           | [ 57 ]        |
| 9 октября   | «Heartbreaker»          | Мэрайя Кэри при участии Jay-Z                 | [ 58 ] [ 59 ] |
| 16 октября  | «Heartbreaker»          | Мэрайя Кэри при участии Jay-Z                 | [ 60 ]        |
| 23 октября  | «Smooth»                | Сантана при участии Роба Томаса               | [ 61 ]        |
| 30 октября  | «Smooth»                | Сантана при участии Роба Томаса               | [ 62 ]        |
| 6 ноября    | «Smooth»                | Сантана при участии Роба Томаса               | [ 63 ]        |
| 13 ноября   | «Smooth»                | Сантана при участии Роба Томаса               | [ 64 ]        |
| 20 ноября   | «Smooth»                | Сантана при участии Роба Томаса               | [ 65 ]        |
| 27 ноября   | «Smooth»                | Сантана при участии Роба Томаса               | [ 66 ]        |
| 4 декабря   | «Smooth»                | Сантана при участии Роба Томаса               | [ 67 ]        |
| 11 декабря  | «Smooth»                | Сантана при участии Роба Томаса               | [ 68 ]        |
| 18 декабря  | «Smooth»                | Сантана при участии Роба Томаса               | [ 69 ]        |
| 25 декабря  | «Smooth»                | Сантана при участии Роба Томаса               | [ 70 ]        |